# Gottlieb Taschler
Gottlieb Taschler (* 21. August 1962 in Antholz) ist ein ehemaliger italienischer Biathlet und Biathlonfunktionär. Er nahm an drei Olympischen Winterspielen und neun Biathlon-Weltmeisterschaften teil. 

## Leben

### Biathlon-Karriere
Gottlieb Taschler startete für den Sportverein Antholz und gehörte in den 1980er und zu Beginn der 1990er Jahre zu den besten Biathleten Italiens. 1983 nahm er in seinem Heimatort Antholz erstmals an den Weltmeisterschaften teil, bei denen er 18. des Einzels und Zehnter mit der Staffel wurde. 1984 nahm er in Sarajevo erstmals an Olympischen Spielen teil. Im Sprint belegte er den 19. Platz und wurde mit Adriano Darioli, Johann Passler und Andreas Zingerle Fünfter im Staffelrennen. Es folgten im folgenden Jahr die Weltmeisterschaften 1985 in Ruhpolding, bei denen Taschler im Einzel Fünfter wurde und mit der Staffel den achten Platz belegte. 1986 nahm er in Oslo erstmals an allen drei möglichen Wettbewerben teil. Der Italiener wurde Sechster des Sprints, 29. des Einzels und gewann mit Werner Kiem, Passler und Zingerle hinter der Sowjetunion und der DDR die Bronzemedaille im Staffelrennen. 1987 startete er in Lake Placid einzig im Einzel und wurde 18. 1988 startete er in Calgary zum zweiten Mal bei Olympischen Spielen. Im Einzel wurde Taschler Elfter, im Staffelrennen gewann er mit Kiem, Passler und Zingerle hinter der Sowjetunion und der Deutschen Bundesrepublik die Bronzemedaille. Es folgte die Teilnahme an den Biathlon-Weltmeisterschaften 1989 in Feistritz an der Drau, wo der Italiener 16. des Sprints und 23. des Einzels wurde. 1990 erreichte er in Kontiolahti die Ränge 50 im Einzel und neun mit dem Team. Letztmals nahm Taschler 1991 in Lahti an einer WM teil. Mit Hubert Leitgeb, Simon Demetz und Wilfried Pallhuber wurde er im Mannschaftsrennen Weltmeister. Letztes Großereignis und zugleich Karriereende wurden die Olympischen Winterspiele 1992 in Albertville, bei denen der Italiener einzig im Einzel zum Einsatz kam und 44. wurde. 
Im Biathlon-Weltcup startete Taschler seit der ersten Hälfte der 1980er Jahre und nahm für etwa 15 Jahre an diesen Rennen teil. 1986 erreichte er bei einem Einzel in Antholz hinter Waleri Medwedzew als Zweitplatzierter sein bestes Ergebnis. 

### Biathlon-Funktionär
Nach seiner aktiven Karriere blieb Taschler dem Biathlon treu. Zunächst arbeitete er als Trainer, 1997 übernahm er dann den Vorsitz des Antholzer Biathlon-Organisationskomitees. In dieser Funktion baute er die Größe der jährlichen Weltcup-Veranstaltungen stark aus und war für die Organisation der Weltmeisterschaften 2007 verantwortlich. 2006 wurde er zusätzlich in den Vorstand der Internationalen Biathlon-Union gewählt. Dort war er als Vizepräsident zuerst für Entwicklung und ab 2010 für Sport verantwortlich.
2016 trat er aufgrund der Doping-Vorwürfe und des Gerichtsverfahrens gegen ihn von beiden Ämtern zurück. Heute betreibt er oberhalb des Antholzer Tals am Staller Sattel ein Gasthaus.

### Doping-Vorwürfe und Freispruch
Im Dezember 2014 wurden Vorwürfe bekannt, nach denen Taschler seinen Sohn Daniel, der ebenfalls ein Biathlet wurde, 2010 in Kontakt mit dem Dopingarzt Michele Ferrari brachte. Dabei geht es um ein geheimes Treffen an der Autobahnausfahrt Ferrara Nord. Dieses Treffen wurde von der Polizei abgehört. Dabei wurde aufgezeichnet, wie Ferrari Taschler Tipps gibt, wie er das EPO-Doping seines Sohnes durchführen und vertuschen kann. Im April 2017 wurde Taschler am Landgericht Bozen wegen Beihilfe zum Doping zu einer Haftstrafe von einem Jahr auf Bewährung und einer Geldstrafe von 4000 Euro verurteilt. Außerdem durfte er im italienischen Wintersportverband FISI und im italienischen Olympischen Komitee CONI keine Ämter mehr bekleiden.
Gegen dieses Urteil ging er in Berufung. Nachdem der Bozner Appellationsgerichtshof das erstinstanzliche Urteil bestätigte, zogen Taschler und sein Sohn vor den Obersten Kassationsgerichtshof in Rom. Dieser bezweifelte im November 2018, dass die Abhörprotokolle der Treffen im Verfahren nutzbar waren und ordnete an, den Prozess neu aufzurollen. Schließlich sprach der Appellationsgerichtshof in Trient die drei Angeklagten im Juni 2019 von allen Vorwürfen frei und hob auch Gottlieb Taschlers Betätigungs-Sperre in den italienischen Sportverbänden auf.
Der gesperrte österreichische Skilangläufer Johannes Dürr ist Taschlers Schwiegersohn.

## Biathlon-Weltcup-Platzierungen
Die Tabelle zeigt alle Platzierungen (je nach Austragungsjahr einschließlich Olympische Spiele und Weltmeisterschaften).
- 1.–3. Platz: Anzahl der Podiumsplatzierungen
- Top 10: Anzahl der Platzierungen unter den ersten zehn (einschließlich Podium)
- Punkteränge: Anzahl der Platzierungen innerhalb der Punkteränge (einschließlich Podium und Top 10)
- Starts: Anzahl gelaufener Rennen in der jeweiligen Disziplin

| Platzierung                                                     | Einzel | Sprint | Verfolgung | Massenstart | Team | Staffel | Gesamt |
| --------------------------------------------------------------- | ------ | ------ | ---------- | ----------- | ---- | ------- | ------ |
| 1. Platz                                                        |        |        |            |             | 1    |         | 1      |
| 2. Platz                                                        | 1      |        |            |             |      |         | 1      |
| 3. Platz                                                        |        |        |            |             |      | 2       | 2      |
| Top 10                                                          | 6      | 1      |            |             | 2    | 5       | 14     |
| Punkteränge                                                     | 16     | 7      |            |             | 2    | 5       | 30     |
| Starts                                                          | 25     | 21     |            |             | 2    | 5       | 53     |
| Stand: Daten nicht komplett, mit Olympischen und WM-Ergebnissen |        |        |            |             |      |         |        |